# سرگی درویانچنکو
سرگی درویانچنکو (اوکراینی: Сергій В'ячеславович Дерев'янченко, Serhiy V'yacheslavovych Derev'yanchenko؛ زادهٔ ۳۱ اکتبر ۱۹۸۵) بوکسور اهل اوکراین است.